# Davide Villella
Davide Villella, né à Magenta le 27 juin 1991, est un coureur cycliste italien.

## Biographie
Davide Villella naît le 27 juin 1991 à Magenta en Italie.
Il est membre de De Nardi-Colpack-Bergamasca de 2010 à 2013, l'équipe devenant Colpack en 2011. Il effectue un stage chez Cannondale d'août à décembre 2013 et termine notamment troisième de la Coppa Sabatini et du Tour d'Émilie. Ses bons résultats lui permettent de rejoindre cette équipe à partir de 2014. Sur le Tour d'Italie 2014, Davide Villella, comme de nombreux autres coureurs, chute dans les derniers kilomètres de la sixième étape. Il ne termine pas l'étape en raison d'une blessure de son épaule gauche.
En 2015, il est membre de l'équipe Cannondale-Garmin, issue de la fusion de Cannondale avec l'équipe Garmin. Il participe cette saison au Tour d'Italie et au Tour d'Espagne, et se classe dixième de Milan-Turin.
En 2016, après un Tour d'Espagne au soutien d'Andrew Talansky, il est convoqué par Davide Cassani pour la première édition des championnats d'Europe élites en remplacement de Gianluca Brambilla, blessé. Dans la course à la ligne, il attaque à 1200 mètres de la ligne d'arrivée, dans la montée, en dépassant son compatriote Moreno Moser qui était parti devant. Cependant, il est dépassé par le groupe des meilleurs à 300 mètres de la ligne d'arrivée et termine la course en trente et unième position. Il participe ensuite au Tour de Lombardie, aidant son leader Rigoberto Urán et malgré de nombreux kilomètres à travailler pour son leader (finalement troisième), Villella décroche la cinquième place. Le 23 octobre 2016, il remporte la Japan Cup, son premier succès professionnel.
En 2017, il remporte le maillot à pois du Grand Prix de la montagne du Tour d'Espagne. En 2018, il rejoint Astana et remporte une étape et le général du Tour d'Almaty.
Il s'engage avec Cofidis pour 2022. En fin de saison, son contrat n'est pas renouvelé, il quitte la formation française.

## Palmarès et classements mondiaux

### Palmarès amateur
- 2011
  - Coppa del Grano
  - Mémorial Angelo Ripamonti
  - 3e de la Coppa 1° Maggio
- 2012
  - Mémorial Angelo Fumagalli
  - 4e et 5e étapes du Tour du Frioul-Vénétie julienne
  - Gran Premio Industria Commercio e Artigianato di Botticino
  - 3e et 4e étapes du Giro Ciclistico Pesca e Nettarina di Romagna Igp (it)
  - Gran Premio Vini Doc Valdadige
  - Trophée de la ville de Brescia
  - Cirié-Pian della Mussa
  - Trophée de la ville de Conegliano
  - 2e du Mémorial Gerry Gasparotto
  - 2e de la Medaglia d'Oro Frare De Nardi
  - 2e du Tour de Lombardie amateurs
  - 2e de la Coppa Città di San Daniele
  - 3e du Gran Premio della Liberazione
  - 3e du Trofeo Alcide Degasperi
- 2013
  - Medaglia d'Oro Domenico e Anita Colleoni
  - Tour de la Vallée d'Aoste :
    - Classement général
    - 3e et 5e étapes

  - Trophée Marco Rusconi
  - Tour de Lombardie amateurs
  - 2e du Trophée Mario Zanchi
  - 2e du championnat d'Italie sur route espoirs
  - 2e du Trophée Edil C
  - 2e du Mémorial Gerry Gasparotto
  - 2e du Mémorial Angelo Fumagalli
  - 2e du Grand Prix de Poggiana
  - 2e de la Coppa Città di San Daniele
  - 3e de la Coppa Fiera di Mercatale
  - 6e du championnat du monde sur route espoirs

### Palmarès professionnel
- 2013
  - 3e de la Coppa Sabatini
  - 3e du Tour d'Émilie
- 2016
  - Japan Cup
  - 5e du Tour de Lombardie
  - 10e du Tour de Pologne
- 2017
  -  Classement de la montagne du Tour d'Espagne
- 2018
  - Tour d'Almaty : 
    - Classement général
    - 1re étape
- 2019
  - 2e du Tour de Croatie
  - 9e du Tour du Guangxi
- 2020
  - 3e du Trofeo Pollença-Andratx

### Résultats sur les grands tours

#### Tour d'Italie
8 participations
- 2014 : abandon (6e étape)
- 2015 : 78e
- 2017 : 72e
- 2018 : 70e
- 2019 : 60e
- 2020 : 40e
- 2021 : 55e
- 2022 : 63e

#### Tour d'Espagne
5 participations
- 2015 : 94e
- 2016 : 56e
- 2017 : 97e,  vainqueur du classement de la montagne
- 2018 : 48e
- 2022 : 53e

### Classements mondiaux
| Année                                 | 2012 | 2013 | 2014 | 2015 | 2016 | 2017 | 2018  | 2019 | 2020 | 2021 | 2022 |
| ------------------------------------- | ---- | ---- | ---- | ---- | ---- | ---- | ----- | ---- | ---- | ---- | ---- |
| UCI World Tour                        |      |      | nc   | nc   | 81e  | 151e | 186e  |      |      |      |      |
| Classement mondial                    |      |      |      |      | 105e | 269e | 288e  | 198e | 299e | 222e | 737e |
| UCI Europe Tour                       | 117e | 14e  |      |      | 456e | 412e | 1031e | 164e | 247e | 190e | 562e |
| UCI Asia Tour                         | nc   | nc   |      |      | 26e  | 227e | 40e   |      |      |      |      |
|                                       |      |      |      |      |      |      |       |      |      |      |      |
| Légende : nc = non classéSource : UCI |      |      |      |      |      |      |       |      |      |      |      |

## Distinctions
- Oscar TuttoBici des moins de 23 ans : 2013